# Chupacabrachelys
Chupacabrachelys ("tortuga Chupacabras") es un género extinto de tortuga botremídida que vivió durante el Cretácico superior de Estados Unidos. La especie tipo C. complexus, fue descrita por Lehman & Wick, 2010.
El holotipo, TMM 45606, fue descubierto en la Formación Aguja del Campaniano de Texas. Este consiste en un cráneo, mandíbula inferior, un caparazón casi completo, vértebras cervicales, dorsales y caudales, ambas escápulas y coracoides, un húmero derecho, ambas ulnas, un radio derecho, tres metacarpianos, seis metatarsianos, un astrágalo derecho y siete falanges. Otro espécimen, TMM 45856, también descubierto en la misma formación, consiste en un caparazón completo, un coracoides izquierdo, un húmero izquierdo, un metatarsiano y una falange.